# Ramón Martínez Rodríguez
Ramón Martínez Rodríguez (Madrid, 13 de marzo de 1982) es un filólogo, ensayista, novelista y activista de la comunidad LGTBIQ+ español.

## Trayectoria
Se doctoró en Filología por la Universidad Complutense de Madrid, y estudió un máster en Gestión Cultural. Como investigador en el campo literario, se ha enfocado en el estudio del teatro barroco español, en especial sus aspectos relacionados con la representación de la heterodoxia sexual (como la homosexualidad, el afeminamiento o el travestismo). También es experto en literatura homosexual española.
En 2016 publicó su ensayo La cultura de la homofobia y cómo acabar por ella con prólogo del expresidente del gobierno español José Luis Rodríguez Zapatero (editorial Egales). Cuando se anunció la publicación de este libro, Ramón Martínez recibió amenazas de muerte e insultos en las redes sociales, que denunció públicamente. En 2017 publicó Lo nuestro sí que es mundial: Introducción a la historia del movimiento LGTB en España, un estudio que analiza la genealogía activista española en materia de diversidad sexual y de género; y en 2019 Nos acechan todavía. Anotaciones para reactivar el movimiento LGTB, un análisis de la actualidad y peligros que corre el movimiento LGTB ante la amenaza de los nuevos discursos de odio. En Maricones de antaño. Historias LGTB de la Historia (2020) construye una genealogía histórica de las personas LGTB y recoge y amplía una serie de hilos publicados que el autor fue publicando en Twitter y que han sido objeto de estudios académicos.
Como escritor de ficción, es el autor de la novela Esta noche tú decides, finalista del IX Premio Odisea de Narrativa LGTB en 2007.
Ha colaborado activamente en asociaciones como Arcópoli, Cogam y la Fundación Triángulo. Miembro del PSOE desde el 2009, se afilió por el compromiso de este partido con los derechos sociales tras la aprobación en julio de la reforma del Código Civil que permitió el matrimonio entre personas del mismo sexo en España.
Aparte de su activa labor como conferenciante y de su participación en diferentes foros académicos y políticos, fue columnista de opinión habitual de la página Cáscara Amarga y actualmente colabora con El Salto.
En 2023 Martínez coordinó un libro titulado Yo no tengo la culpa de haber leído a Mendicutti, antología de palomos cojos (Egales), en el que veintitrés autores, con cuentos o artículos ensayísticos, homenajean a Eduardo Mendicutti.

## Obra
Ensayo:
- Cuentos de sutura, La Palma Editorial, 2015.
- La cultura de la homofobia y cómo acabar con ella, Egales, Madrid-Barcelona, 2016.
- Lo nuestro sí que es mundial. Introducción a la historia del movimiento LGTB en España, Egales, Madrid-Barcelona, 2016.
- Nos acechan todavía. Anotaciones para reactivar el movimiento LGTB, Egales, Madrid-Barcelona, 2016.
- Maricones de antaño. Historias LGTB de la Historia, Egales, Madrid-Barcelona, 2016.
- El libro rosa: Manual de activismo para erradicar la homofobia, lesbofobia, bifobia y transfobia. Egales, Barcelona 2022.
- Cuando la lluvia no moje nuestros cuerpos. Valparaíso Ediciones, 2024.

Ficción:
- Esta noche tú decides, Odisea, Madrid, 2007.
- «De cordium natura», en Vagos y maleantes. Nuevas voces maricas, Egales, Madrid-Barcelona, 2019.